# 普什卡里 (諾夫哥羅德-謝韋爾斯基區)
52°12′2″N 33°17′30″E / 52.20056°N 33.29167°E
普什卡里（烏克蘭語：Пушкарі），是烏克蘭的村落，位於該國北部切爾尼戈夫州，由諾夫哥羅德-謝韋爾斯基區負責管轄，面積1.3平方公里，海拔高度162米，2001年人口376，人口密度每平方公里293.8人。